# Savage Love (Laxed - Siren Beat)
Savage Love (Laxed - Siren Beat) (originariamente conosciuto come Savage Love) è un singolo del produttore musicale neozelandese Jawsh 685 e del cantautore statunitense Jason Derulo, pubblicato l'11 giugno 2020.

## Antefatti
Jawsh 685 ha pubblicato la versione strumentale del brano, intitolata Laxed (Siren Beat), tramite YouTube nel 2019. La versione originale era stata realizzata con lo scopo di rendere omaggio alle radici delle Isole Samoa e delle Isole Cook ed è diventata virale su TikTok grazie alla "Culture Dance" challenge. In seguito al suo successo virale, Jawsh 685 ha firmato un contratto discografico con la Columbia Records, attraverso la quale il brano è stato reso disponibile digitalmente a partire dal 24 aprile 2020.

## Pubblicazione
Dopo che Derulo ha avuto il permesso da parte di Jawsh 685 di usare il sample di Laxed (Siren Beat), quest'ultimo è stato accreditato come artista principale, scrittore e produttore della traccia. (Laxed - Siren Beat) è stato ulteriormente aggiunto nel titolo.

## Tracce
Testi e musiche di Joshua Nanai, Jason Derulo, Jacob Kasher Hindlin e Philippe Greiss, musiche di Jason Derulo e Jacob Kasher Hindlin.
1. Savage Love (Laxed - Siren Beat) – 2:51

## Formazione
Musicisti
- Jawsh 685 – drum machine, tastiera
- Jason Derulo – voce, drum machine
- Philippe Greiss – chitarra

Produzione
- Jawsh 685 – produzione, registrazione
- Jason Derulo – co-produzione
- Robbie Soukiasyan – missaggio

## Remix
Il 2 ottobre 2020 è stato pubblicato il remix ufficiale della canzone con il gruppo musicale sudcoreano BTS.

### Tracce
1. Savage Love (Laxed - Siren Beat) (con i BTS) (BTS Remix) – 3:04
2. Savage Love (Laxed - Siren Beat) (con i BTS) (BTS Remix) (Instrumental) – 3:04

## Successo commerciale

### Nord America
Nella Billboard Hot 100 statunitense il singolo è arrivato alla 10ª posizione nella pubblicazione dell'8 agosto 2020, segnando la prima top ten di Jawsh 685 e la settima di Derulo. Nel corso della settimana ha venduto 13 000 copie, ha registrato 17,9 milioni di riproduzioni in streaming e ha acquisito un'audience radiofonica pari a 23,5 milioni. A seguito della pubblicazione del remix con i BTS, il brano è salito in vetta alla classifica nella settimana terminante il 17 ottobre 2020 con 16 milioni di riproduzioni in streaming, 76 000 copie digitali e 70,6 milioni di radioascoltatori. In questo modo è diventata la seconda numero uno per Derulo (la prima da Whatcha Say del 2009) e la seconda consecutiva per i BTS; per Jawsh 685 è diventata invece la prima, divenendo il secondo artista neozelandese a conseguire questo risultato dopo Lorde, che nel 2013 arrivò al numero uno grazie a Royals.

### Europa
Nella Official Singles Chart britannica il brano ha debuttato alla 22ª posizione nella pubblicazione del 25 giugno 2020 con 15 862 unità di vendita. La settimana successiva è salito in top ten alla 4ª posizione, aumentando le vendite del 147% a 39 139. Ha poi raggiunto la vetta della classifica nella sua terza settimana grazie a 57 105 copie, diventando la prima numero uno di Jawsh 685 e la quinta di Jason Derulo nel Regno Unito. In Irlanda il singolo ha raggiunto il vertice della Irish Singles Chart nella sua quinta settimana di permanenza in classifica. In Italia il brano è stato il 37º più trasmesso dalle radio nel 2020.

### Oceania
Savage Love (Laxed - Siren Beat) ha raggiunto la vetta della classifica neozelandese nella pubblicazione del 29 giugno 2020, rendendo Jawsh 685 il secondo artista neozelandese ad avere un singolo numero uno nel 2020 dopo In the Air dei L.A.B. Successivamente è divenuta la prima canzone a trascorrere almeno cinque settimane in cima alla classifica da Freaks del 2014.
In Australia la canzone si è imposta al numero uno della ARIA Singles Chart nella settimana del 29 giugno 2020, rendendo Jawsh 685 il terzo artista neozelandese a raggiungere la vetta australiana, dopo Dave Dobbyn e gli OMC, e il più giovane ad eseguire ciò. È diventata la quarta numero uno per Derulo.

## Classifiche

### Classifiche settimanali
| Classifica (2020-23) | Posizione massima |
| -------------------- | ----------------- |
| Argentina            | 12                |
| Australia            | 1                 |
| Austria              | 1                 |
| Belgio (Fiandre)     | 1                 |
| Belgio (Vallonia)    | 2                 |
| Bielorussia          | 159               |
| Bulgaria             | 2                 |
| Canada               | 1                 |
| Corea del Sud        | 6                 |
| Croazia              | 1                 |
| Danimarca            | 2                 |
| Estonia              | 6                 |
| Finlandia            | 2                 |
| Francia              | 6                 |
| Germania             | 1                 |
| Grecia               | 11                |
| Irlanda              | 1                 |
| Islanda              | 4                 |
| Italia               | 6                 |
| Libano               | 6                 |
| Lituania             | 28                |
| Malaysia             | 3                 |
| Norvegia             | 1                 |
| Nuova Zelanda        | 1                 |
| Paesi Bassi          | 1                 |
| Perù                 | 113               |
| Polonia              | 9                 |
| Portogallo           | 5                 |
| Regno Unito          | 1                 |
| Repubblica Ceca      | 2                 |
| Romania              | 1                 |
| Russia               | 11                |
| Singapore            | 2                 |
| Slovacchia           | 1                 |
| Slovenia             | 1                 |
| Spagna               | 29                |
| Stati Uniti          | 1                 |
| Svezia               | 1                 |
| Svizzera             | 1                 |
| Ungheria             | 5                 |

### Classifiche di fine anno
| Classifica (2020) | Posizione |
| ----------------- | --------- |
| Australia         | 12        |
| Austria           | 4         |
| Belgio (Fiandre)  | 12        |
| Belgio (Vallonia) | 22        |
| Canada            | 21        |
| Corea del Sud     | 108       |
| Danimarca         | 17        |
| Francia           | 39        |
| Germania          | 7         |
| Irlanda           | 17        |
| Islanda           | 21        |
| Italia            | 16        |
| Norvegia          | 9         |
| Nuova Zelanda     | 6         |
| Paesi Bassi       | 13        |
| Polonia           | 81        |
| Portogallo        | 37        |
| Regno Unito       | 11        |
| Romania           | 30        |
| Russia            | 94        |
| Slovenia          | 18        |
| Stati Uniti       | 35        |
| Svezia            | 9         |
| Svizzera          | 5         |
| Ungheria          | 20        |
| Classifica (2021) | Posizione |
| Australia         | 76        |
| Austria           | 54        |
| Canada            | 31        |
| Corea del Sud     | 24        |
| Francia           | 122       |
| Germania          | 62        |
| Nuova Zelanda     | 41        |
| Svizzera          | 69        |
| Classifica (2022) | Posizione |
| Corea del Sud     | 169       |
| Classifica (2024) | Posizione |
| Estonia           | 127       |